# Ruch Społeczny (Ukraina)
Ruch Społeczny (Socjalny Ruch – ukr. Соціальний рух, СР) – ukraińska lewicowa organizacja społeczna założona w 2015. W prezentowanej przez siebie ideologii odwołuje się do socjalizmu demokratycznego, antykapitalizmu, feminizmu i demokracji bezpośredniej. Działa w największych miastach Ukrainy (Kijów, Krzywy Róg, Lwów, Odessa, Dniepr, Charków).
Organizacja aspiruje do bycia oddolną partią polityczną. Na znaczeniu zyskała podczas rosyjskiej inwazji na Ukrainę w 2022, kiedy wezwała międzynarodową lewicę do wspierania ukraińskiego oporu wobec rosyjskiego imperializmu i prowadziła kampanię przeciwko ograniczaniu przez ukraiński rząd niektórych praw pracowniczych w czasie wojny.

## Historia
Ruch Społeczny powstał na bazie inicjatywy Zgromadzenia Rewolucji Społecznej, utworzonej przez działaczy ruchów społecznych, związkowych i lewicowych w następstwie protestów Euromajdanu w latach 2013-2014. Proklamowano wówczas Dziesięć punktów będących żądaniami o profilu antykapitalistycznym i pro-robotniczych, a także sprzeciwiających się konserwatywnym, nacjonalistycznym i liberalnym nurtom obecnym w czasie protestów. Za przyczynę nierozwiązanych problemów kraju uznano system oligarchicznego kapitalizmu. Wyrażono również konieczność zawiązania politycznej siły o lewicowo-demokratycznej bazie, która promowałaby program zorientowany na interes klasy robotniczej całego kraju, przekraczając jednocześnie podziały regionalne lub językowe. Poszczególni członkowie Zgromadzenia Rewolucji Społecznej kandydowali do Rady Miejskiej Kijowa w wyborach samorządowych w 2014, ale główna aktywność dotyczyła polityki ulicznej i występów protestacyjnych.
W 2015 założono organizację Ruchu Społecznego, natomiast oficjalnie zarejestrowano ją 8 czerwca 2016. Ruch Społeczny został utworzony jako przestrzeń dla działaczy ukraińskiej nowej lewicy – w tym demokratycznych, wolnościowych i rewolucyjnych nurtów socjalizmu, od socjaldemokratów po anarchistów.

## Działania
Członkowie Ruchu Społecznego działają w organizacjach związkowych Konfederacji Wolnych Związków Zawodowych Ukrainy (Niezależny Związek Zawodowy Górników Ukrainy, Wolny Związek Zawodowy Kolejarzy Ukrainy) oraz Federacji Związków Zawodowych Ukrainy (Związek Zawodowy Robotników Przemysłu Budowlanego i Materiałów Budowlanych Ukrainy, Związek Zawodowy Robotników Dźwigowych). Organizacja udziela pomocy w zakresie praw pracowniczych, wspiera inicjatywy feministyczne, ekologiczne, „pirackie”, a także angażuje się w ruchy pracownicze, jak np. protest pielęgniarek i pracowników medycznych „Be like Nina”.
Organizacja sprzeciwia się temu, co uważa za neoliberalne i antyspołeczne działania rządu. Organizuje wiece przeciwko prywatyzacji sektora publicznego, probiznesowym reformom prawa pracy, podwyżkom opłat za transport publiczny i skrajnie prawicowej przemocy. Grupa regularnie wspiera związki zawodowe i działania na rzecz praw człowieka, współorganizuje demonstracje w sprawie zmian klimatu a 8 marca marsze feministyczne, starając się wprowadzić na nich perspektywę antykapitalistyczną. Uważa za konieczne demokratyzację życia publicznego, decentralizację polityki, walkę o prawa kobiet i osób LGBTQ+, walkę z patriarchatem i dyskryminacją ze względu na narodowość itp.
Występując przeciwko polityce zaciskania pasa i zamykaniu instytucji publicznych, Socjalny Ruch brał udział w protestach na rzecz zachowania miejsc pracy w zakładach lotniczych Jużmasz w Dnieprze (2015-2016), w 350-kilometrowym protestacyjnym przemarszu lekarzy z miasta Romny sprzeciwiających się zamknięciu miejscowej polikliniki (2016) oraz w obronie praw członków niezależnego związku zawodowego na kureniwskiej zajezdni trolejbusowej w Kijowie (od 2016).
Ruch Społeczny udzielał wsparcia pracownikom zakładów metalurgicznych ArcelorMittal Krzywy Róg, zakładów wydobywczych, przetwórczych oraz innych przedsiębiorstw Krzywego Rogu, którzy od 2017 prowadzą kampanię na rzecz podwyższenia płac do poziomu 1000 euro i poprawy warunków pracy. Manifestując solidarność z robotnikami Krzywego Rogu, organizacja wybrała miasto na organizację szeregu akcji pierwszomajowych (w szczególności w 2018 i 2019), a także uczestniczyła w badaniu kwoty wycofania zysków z eksportu rudy żelaza poza Ukrainę. Przedstawiciel organizacji Witalij Dudin kandydował w wyborach parlamentarnych na Ukrainie w 2019 z 31. okręgu wyborczego w Krzywym Rogu.
Ruch Społeczny krytycznie odnosi się do ukraińskiego ustawodawstwa dekomunizacyjnego, ale także do partii „starej lewicy” na Ukrainie określając je stalinistycznymi, społecznie konserwatywnymi, probiznesowymi i prorosyjskimi. Działacze organizacji wielokrotnie spotykali się z atakami ukraińskiej skrajnej prawicy, która próbowała zakłócać ich wydarzenia, np. antyfaszystowskie wiece ku pamięci zamordowanych przez rosyjskich neonazistów Stanisława Markiełowa i Anastazji Baburowej czy prezentacją książek, takich jak Left Wing Europe, relacji z europejskich partii i ruchów lewicowych lub zbioru dzieł Lew Trocki w języku ukraińskim.
W 2022 Ruch Społeczny aktywnie wspierał ruch związkowy na Ukrainie: m.in. protesty lekarzy pogotowia ratunkowego w Kijowie, a także protest operatorów dźwigów w obwodzie lwowskim. Dla działaczy organizacji pozarządowej „Bądź jak Nina” przygotowano raport dotyczący redukcji etatów w związku ze zmianami w prawie pracy. Działacze Ruchu Społecznego i różnych związków pomogli w organizacji międzynarodowego spotkania operatorów dźwigów z Ukrainy, Polski i Izraela. Aktywnie współpracowali również z KVPU, FPU i innymi związkami zawodowymi, udzielając pomocy humanitarnej, wsparcia prawnego i politycznego.

## Współpraca międzynarodowa

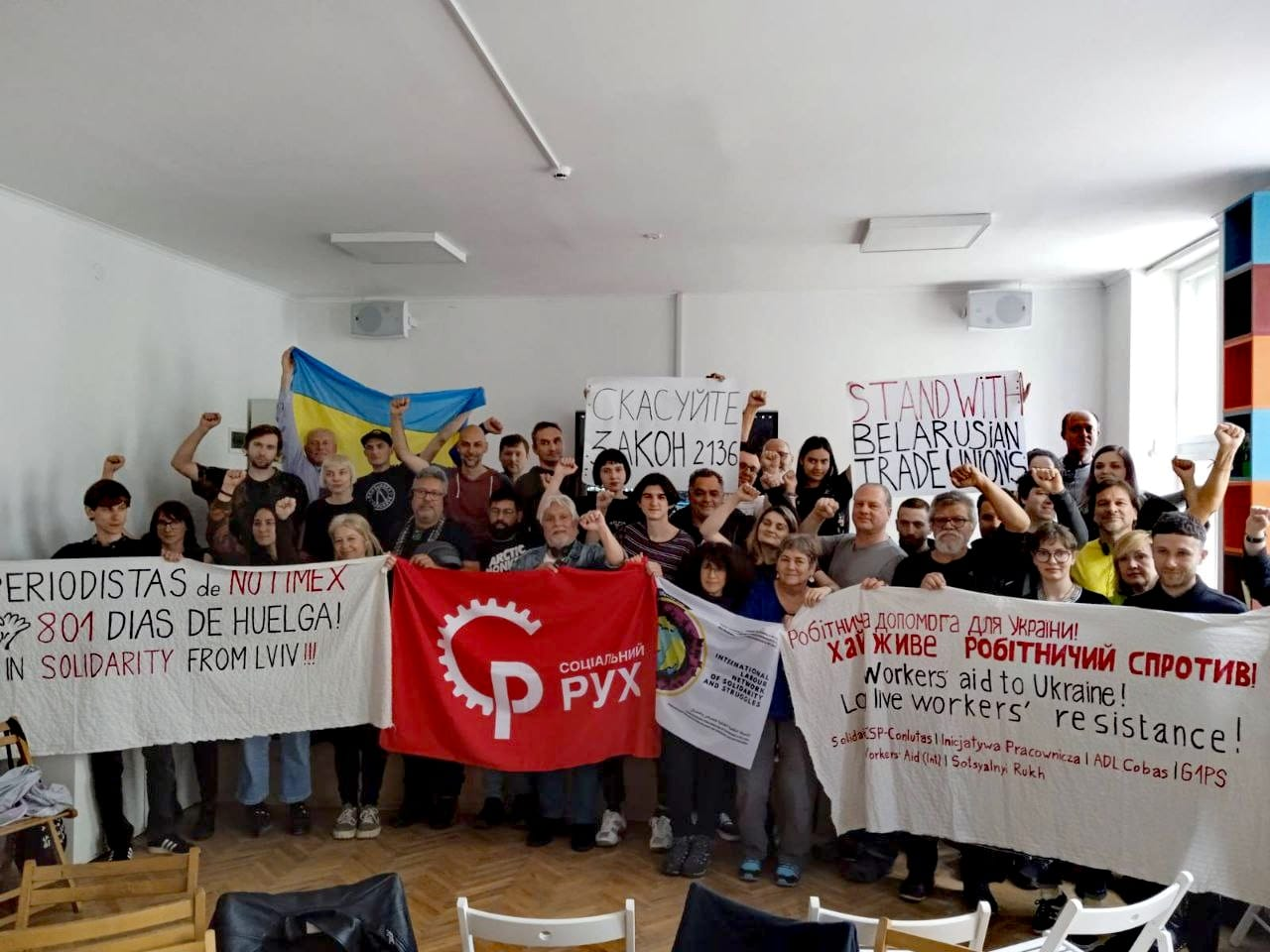
Międzynarodowa konferencja związkowa we Lwowie zorganizowana przez Ruch Społeczny w dniu 1 maja 2022.

Ruch Społeczny utrzymuje powiązania z wieloma zagranicznymi partiami, organizacjami i inicjatywami socjalistycznymi. W przededniu rosyjskiej inwazji na Ukrainę w 2022 wezwał lewicę z innych państw do antywojennej solidarności przeciwko zagrożeniu ze strony rosyjskiego imperializmu, co również podkreślono we wspólnym oświadczeniu z opozycyjnym Rosyjskim Ruchem Socjalistycznym. Pewien rozgłos za granicą zyskał również tekst A letter to the Western Left from Kyiv napisany przez jednego z działaczy Ruchu Społecznego, który wstąpił do oddziałów Sił Obrony Terytorialnej.
Wraz z rozpoczęciem wojny rosyjsko-ukraińskiej na pełną skalę, Ruch Społeczny zaczął organizować kampanie międzynarodowego wsparcia dla obywateli Ukrainy w kręgach zagranicznej lewicy demokratycznej i rewolucyjnej. Działania te obejmowały związkowe konwoje z pomocą humanitarną i propagowanie takich politycznych żądań, jak anulowanie zagranicznego długu Ukrainy. Aktywiści Ruchu Socjalnego pomagali również European Network for Solidarity with Ukraine (pol. Europejska sieć solidarności z Ukrainą) oraz w opracowaniu manifestu feministycznego „The right to resist”.
W skład delegacji solidarnościowej, która uczestniczyła w konferencji SR we Lwowie, poświęconej rozwojowi European Network for Solidarity with Ukraine, weszli deputowani i inne znane postacie polityczne z Francji (Olivier Besancenot, Catherine Samary, Mireille Fanon Mendès-France ), Szwajcarii (Stéfanie Prezioso), Polski (Paulina Matysiak), Finlandii (Veronika Honkasalo), Danii (Søren Søndergaard) i Argentyny (Juan Carlos Giordano).
Inicjatywy i aktywiści z różnych krajów świata, od Brazylii po Hongkong i Japonię, nawiązały kontakty z Ruchem Społecznym. W państwach sąsiednich organizacja ściśle współpracuje z antywojennym Rosyjskim Ruchem Socjalistycznym oraz polskimi związkiem zawodowym Inicjatywa Pracownicza i partią Lewica Razem.
Jeszcze wcześniej Ruch Społeczny nawiązał aktywną współpracę z British Ukraine Solidarity Campaign (pl. Brytyjską Ukraińską Kampanią Solidarności), dzięki której o problemach ukraińskiego ruchu robotniczego w parlamencie brytyjskim mówili posłowie z Partii Pracy, Partii Zielonych Anglii i Walii, Szkockiej Partii Narodowej i Plaid Cymru. Organizacja gościła również delegację brytyjskich działaczy lewicowych i związkowców, w tym Adama Price'a, Micka Antoniwa, Julie Ward i Paula Masona, na kilka dni przed rosyjską interwencją.

## Program
Program Ruchu Społecznego stara się jednoczyć szeroką ukraińską lewicę demokratyczną na zasadach socjalizmu, antykapitalizmu i feminizmu. 13 czerwca 2015 podczas zjazdu konstytuującego powstanie partii nakreślono 12 głównych punktów transformacji politycznej i społecznej do jakich będzie dążyć Ruch Społeczny:
1. „Rządy ludu zamiast władzy oligarchów”: rozszerzenie roli instytucji demokratycznych w społeczeństwie poprzez wprowadzenie elementów demokracji bezpośredniej i elektronicznej, skuteczne ustawodawstwo dotyczące referendów, zwiększenie reprezentacji pracowników w organach władzy.
2. „Socjalizacja gospodarki”: nacjonalizacja i robotnicza kontrola nad strategicznymi przedsiębiorstwami i bankami. Wdrażanie demokratycznego planowania w gospodarce.
3. „Kontrola pracownicza i godna praca”: reprezentacja pracowników w organach zarządzających przedsiębiorstwami, zwiększenie roli związków zawodowych i stowarzyszeń publicznych w ich zarządzaniu. Legalne i stabilne stosunki pracy, regulacja elastycznych form zatrudnienia, pakiet socjalny na koszt pracodawcy.
4. „Sprawiedliwość podatkowa”: opodatkowanie w wysokości 50% na zakup przedmiotów luksusowych o wartości ponad 1 mln hrywien. Progresywne opodatkowanie dochodów osób fizycznych i prawnych. Zajęcie całego majątku „spółek offshore” do czasu udowodnienia legalności zainwestowanych środków.
5. „Pomoc dla chłopów”: rozwój infrastruktury wiejskiej i tworzenie przez państwo miejsc pracy w przedsiębiorstwach rolniczych.
6. „Lustracja społeczna”: zakaz zajmowania przez kapitalistów i najwyższych menedżerów dużych grup finansowych i przemysłowych stanowisk publicznych i wybierania ich na deputowanych do rad wszystkich szczebli. Deputowani dwóch ostatnich zwołań, gubernatorzy, ministrowie i ich krewni nie mogą kandydować do Rady Najwyższej. Obniżenie progu wyborczego dla partii do 1%.
7. „Kontrola publiczna nad środkami budżetowymi”: rozwój systemu budżetów partycypacyjnych dla gmin, decentralizacja środków i uprawnień budżetowych. „Otwarta księgowość” organów państwowych, instytucji budżetowych i firm monopolistycznych.
8. „Ograniczenie aparatu przymusu”: sukcesywna redukcja kosztów aparatu przymusu. Likwidacja Służby Bezpieczeństwa Ukrainy jako policji politycznej. Gwarancja pokojowych zgromadzeń i wolności zrzeszania się bez względu na poglądy polityczne, sprzeciw wobec wszelkich form cenzury i zamachów na prawa obywatelskie.
9. „Zdrowie, edukacja, postęp”: bezpłatna edukacja i medycyna, stworzenie platformy aktywnej, równej współpracy naukowców, menedżerów i społeczeństwa. Zwiększenie finansowania przez państwo badań teoretycznych i stosowanych.
10. „Zapewnienie suwerenności narodu”: odmowa dalszej współpracy z Międzynarodowym Funduszem Walutowym i innymi międzynarodowymi instytucjami finansowymi oraz zamknięcie ich przedstawicielstw w Ukrainie. Konieczność umorzenia długu zagranicznego.
11. „Równość przede wszystkim”: potwierdzenie równości kultur wszystkich grup narodowych. Zapewnienie reprezentacji kobiet we wszystkich sferach życia publicznego. Ochrona przed dyskryminacją ze względu na płeć, język, narodowość, rasę, orientację seksualną itp. Integracja społeczna migrantów i udzielanie azylu uchodźcom.
12. „Zapewnienie pokoju”: obrona życia ludności cywilnej i integralności terytorialnej Ukrainy, walka z rosyjskim i wszelkim innym imperializmem, odbudowa zniszczonych terytoriów i ich inkluzywna reintegracja. Rozbrojenie i rozwiązanie wszystkich nielegalnych formacji zbrojnych i paramilitarnych.